# Вануатско-кубинские отношения
Вануатско-кубинские отношения — двусторонние отношения между Вануату и Кубой, официально установленные в 1983 году вскоре после того, как в 1980 году Вануату обрело независимость и начал определять свою внешнюю политику в качестве независимого государства.

## История
Ранние кубинско-вануатские отношения должны рассматриваться в рамках решительно независимой внешней политики Вануату. Отказавшись от присоединения к западному блоку на поздних этапах Холодной войны, Вануату в 1983 году присоединилось к Движению неприсоединения и в 1986 году установило дипломатические отношения как с СССР, так и с США.
В 1984 году Вануату посетила кубинская дипломатическая делегация. Считается, что этот визит сыграл важную роль в принятии Азиатским банком развития и ЭСКАТО решения открыть отделение банка в Порт-Виле вскоре после визита, «частично в попытке содействовать интеграции Вануату в западный капиталистический лагерь».
Вануату является родиной меланезийского социализма — доктрины, созданной премьер-министром Уолтером Лини, сочетающей в себе социализм, христианство и традиционные меланезийские ценности. Это дало Вануату и Кубе некоторую степень общей идеологической основы (хотя меланезийский социализм можно рассматривать как более близкий к христианскому коммунизму, чем к марксизму). Однако в 1983 году министр иностранных дел Вануату Села Молиса заявил, что присоединение Вануату к Движению неприсоединения было обусловлено стремлением к нейтралитету, а также что «правительство Вануату и партия Вануаку не придерживаются какой-либо идеологии».
Уолтер Лини оставил свой пост в 1991 году, и при его преемнике, Максиме Карлоте Кормане, отношения со странами, с подозрением воспринимавшимися Западом — в частности, с Кубой, Ливией и СССР — были существенно пересмотрены.
В последнее время, в начале XXI века, в контексте регионального участия Кубы в тихоокеанском регионе, отношения между двумя странами почти полностью восстановились. В настоящее время Куба оказывает помощь Вануату и другим странам Океании в медицинском секторе. По состоянию на сентябрь 2008 года семнадцать граждан Вануату изучают медицину на Кубе, причём расходы оплачивает правительство Кубы, а кубинские врачи работают в Вануату. Представитель Вануату принял участие в многосторонней Кубино-Тихоокеанской встрече на уровне министров в Гаване в сентябре 2008 года, на которой обсуждались вопросы «укрепления сотрудничества в области здравоохранения, спорта и образования». По результатам встречи кубинские власти обязались оказывать помощь Тихоокеанским странам в преодолении последствий изменения климата.